# Consell de Ministres d'Espanya (VIII Legislatura)

Escut de l'estat espanyol des de 1981.

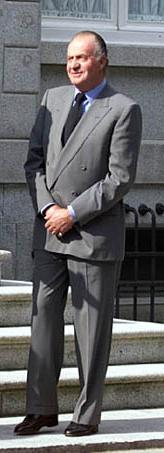
Joan Carles I, rei d'Espanya

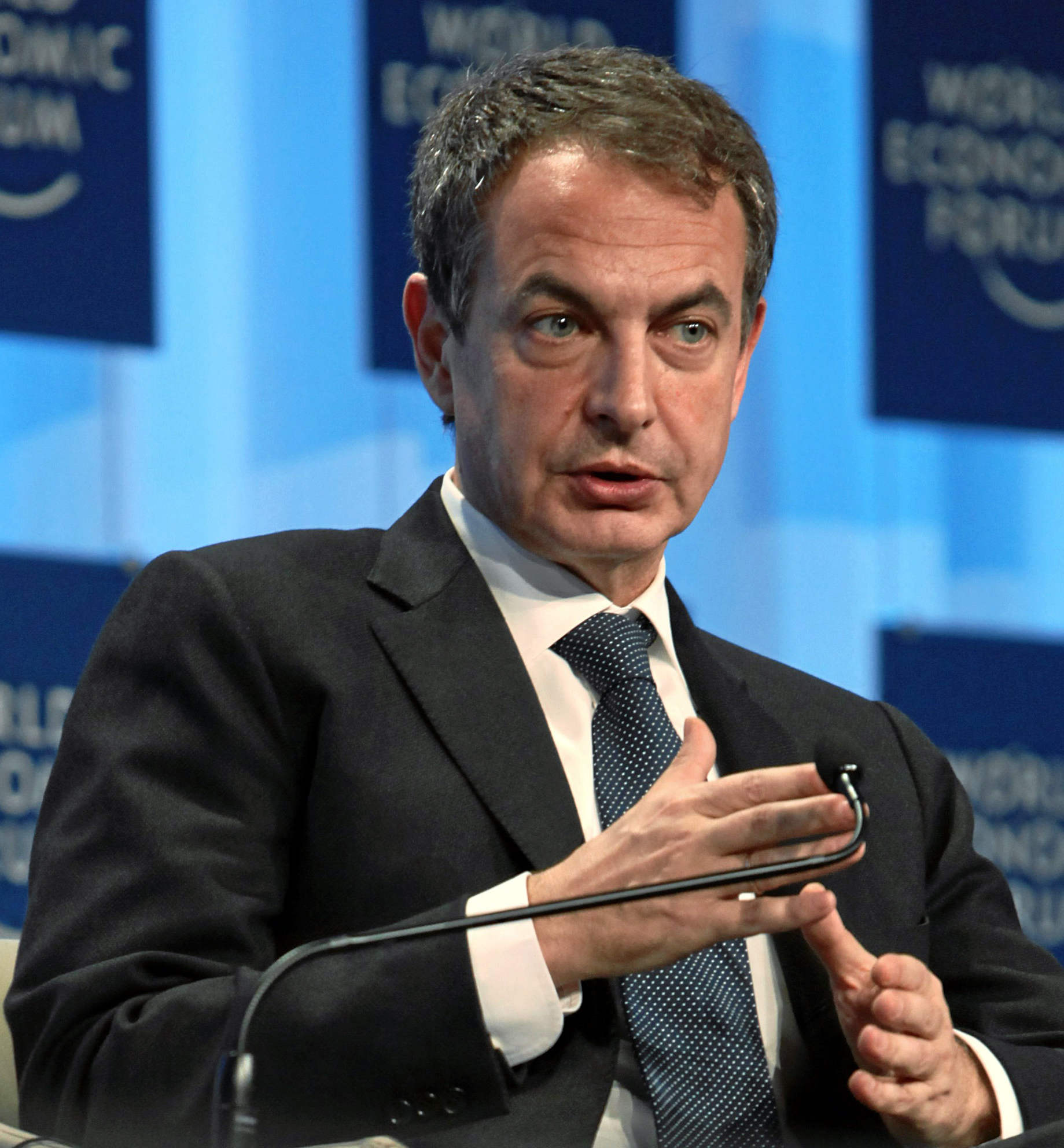
Jose Luís Rodríguez Zapatero, President del Govern d'Espanya.

Consell de Ministres d'Espanya des del 14 de març de 2004 fins al 14 d'abril de 2008. Està format per:
- President del Govern

José Luis Rodríguez Zapatero
Ministres
- Vicepresidenta Primera del Govern i Ministra de la Presidència

María Teresa Fernández de la Vega
- Vicepresident Segon del Govern i Ministre d'Economia i Hisenda

Pedro Solbes Mira
- Ministre d'Afers exteriors i Cooperació

Miguel Ángel Moratinos Cuyaubé
- Ministre de Justícia

Juan Fernando López Aguilar fins al febrer de 2007
Mariano Fernández Bermejo des del febrer de 2007
- Ministre de Defensa

José Bono Martínez fins al 7 d'abril de 2006
José Antonio Alonso Suárez des del 7 d'abril de 2006
- Ministre de l'Interior

José Antonio Alonso Suárez fins al 7 d'abril de 2006
Alfredo Pérez Rubalcaba des del 7 d'abril de 2006
- Ministra de Foment

Magdalena Álvarez Arza
- Ministra d'Educació i Ciència

María Jesús San Segundo fins al 7 d'abril de 2006
Mercedes Cabrera Calvo-Sotelo des del 7 d'abril de 2006
- Ministre de Treball i Assumptes Socials

Jesús Caldera Sánchez-Capitán
- Ministre d'Indústria

José Montilla Aguilera fins al 8 de setembre de 2006
Joan Clos i Matheu des del 8 de setembre de 2006
- Ministre d'Agricultura, Pesca i Alimentació

Elena Espinosa Mangana
- Ministre d'Administracions Públiques

Jordi Sevilla Segura fins al 6 de juliol de 2007
Elena Salgado Méndez des del 6 de juliol de 2007
- Ministra de Sanitat i Consum

Elena Salgado Méndez fins al 6 de juliol de 2007
Bernat Sòria Escoms des del 6 de juliol de 2007
- Ministre/a de Cultura

Carmen Calvo Poyato fins al 6 de juliol de 2007
César Antonio Molina des del 6 de juliol de 2007
- Ministra de Medi Ambient

Cristina Narbona Ruiz
- Ministra d'Habitatge

María Antonia Trujillo Rincón fins al 6 de juliol de 2007
Carme Chacón Piqueras des del 6 de juliol de 2007

## Canvis
- El 7 d'abril de 2006 José Luis Rodríguez Zapatero va anunciar la dimissió del Ministre de Defensa, José Bono, que abandonava el càrrec per raons familiars (encara que es va especular que es devia a discordances amb el President pel que fa al nou estatut d'autonomia català). D'aquesta manera, José Antonio Alonso, que estava a Interior, va passar a Defensa. Per la seva banda Alfredo Pérez Rubalcaba va passar a Interior. Així mateix, Rodríguez Zapatero va rellevar a María Jesús San Segundo a Educació i Ciència, sent substituïda per Mercedes Cabrera Calvo-Sotelo.

- El 8 de setembre de 2006 José Montilla va abandonar la cartera d'Indústria, Comerç i Turisme per a presentar-se a la presidència de la Generalitat de Catalunya. El va rellevar Joan Clos, el qual fins al mateix dia de prometre el càrrec com a Ministre, era l'alcalde de Barcelona.

- Al febrer de 2007 López Aguilar va deixar la cartera de Justícia per a presentar-se com a candidat del PSOE a la presidència de la Comunitat Autònoma de les Illes Canàries. El seu substitut en el càrrec va ser Mariano Fernández Bermejo.

- El 6 de juliol de 2007 Zapatero anuncia els següents canvis: Elena Salgado deixa el Ministeri de Sanitat i passa al d'Administracions Públiques, Carme Chacón és nomenada Ministra d'Habitatge, César Antonio Molina ho és de Cultura i el científic Bernat Soria ocupa la cartera de Sanitat.